# Quéménès
L’île de Quéménès ou Quéménez est une petite île bretonne, située au large du Finistère. Elle fait partie de l’archipel de Molène, en mer d'Iroise, et du territoire de la commune du Conquet.

## Géographie
Elle se trouve à 2 milles marins de l’île de Molène et mesure 1,6 km de long et 400 m de large. Elle se trouve à peine à neuf kilomètres du continent européen. Elle n'a aucun arbre, est trouée d'un loch, pleine de galets, de varech, d'oiseaux marins et envahie de milliers de lapins. L'île de 26 hectares a toujours été fréquentée. Une île plus petite, Léménez Quéménez, ou le Lédénes de Quéménès, lui est souvent associée, les deux îles étant reliées par un cordon de galets émergé à marée basse.

### Flore
La surface de l'île est partagée entre :
- Des prairies (50%), correspondant aux parcelles qui ont été cultivées ou pâturées ;
- Des terrains en friche (25%), envahis par les ptéridaies, ronces... ;
- Des pelouses aérohalines périphériques (10%)
- Des cristes marines poussant sur les galets ;
- Localement, des salicornes et autres plantes sub-halophiles.

Mis à part un figuier, aucun arbre ne pousse.

## Toponymie
Le nom en breton de l'île est Kemenez.

## Histoire

### Néolithique
Comme les îles voisines, Quéménès a probablement été occupée dès le Néolithique, comme en témoignent des menhirs et des chambres mégalithiques. Une tombe a été découverte par la tempête du 10 mars 2008 sur le Lédénes de Quéménès et a été datée entre 4300 et 4500 ans av. J.-C. lors d’une fouille par l’INRAP en septembre 2010, ce qui en fait le monument le plus ancien recensé dans l’archipel de Molène.

### Moyen Âge
Des fouilles archéologiques ont également permis de mettre au jour des pièces de monnaie datant du Moyen Âge. À la fin de cette période, l'île appartient à l'abbaye de Saint-Mathieu.
L'île a été fréquentée par des goémoniers, dont la récolte servait, une fois brûlée dans des fours en pierre, à obtenir de la soude caustique. Puis par des paysans qui ont cultivé les arpents. Au plus fort de son exploitation, on compta jusqu'à trente personnes vivant sur place et une dizaine de maisons.

### Ancien Régime
Sous l'Ancien Régime, elle est — comme le reste de la région — soumise à des attaques britanniques récurrentes, comme celle de 1758, durant laquelle le bétail de l'île fut saisi. Ces attaques pourraient expliquer la découverte de quatre squelettes au sud-est de l’île, qu’une tempête a exhumés de la dune le 10 mars 2008 : l’enquête ayant déterminé que leur mort est antérieure à 1640, et que les munitions trouvées à proximité des squelettes étaient utilisées entre 1617 et 1848 pour des « armes à feu à chargement par la bouche ».

### XIXesiècle
Victor-Eugène Ardouin-Dumazet fait cette description de Quéménès en 1894 :

« Bientôt Béniguet ne nous présente plus que sa falaise du nord, l'île s'estompe peu à peu, mais toujours au-dessus d’elle monte la fumée des foyers de varechs. Mes voisines recommencent à pousser des cris d'effroi ; devant nous, une multitude infinie d’îlots, d’écueils apparents ou cachés sur lesquels la mer bondit follement. ; au-delà, une terre plus grande, l'île de Quéménès. La Louise passe au milieu de ces rochers redoutables : le Grand et le Petit Courleau, Belvegnou, se devinent à l’agitation de la mer. (…) Les écueils non encore recouverts par les eaux sont d'un vert trouble, leurs crêtes sont couronnées d'algues remuées par le flot comme des chevelures. Une masse plus haute apparaît, à travers laquelle on découvre bientôt des chenaux qui séparent des îlots. Un de ceux-ci (…) est blanc au sommet : c’est l'île de Morgol. Séparée d’elle par un étroit bras de mer est l'île de Litiry [Litiri], longue de sept à huit cents mètres, large de cinquante à peine. On y aperçoit une maison en ruines et une cahute basse, mais elle est inhabitée. Plus loin, une autre île, plus grande, apparaît, surmontée par une haute cheminée qui produit un effet singulier ; elle est couverte de moissons ou de pâturages, la cheminée est celle d'une fabrique de soude aujourd'hui abandonnée. C’est Quéménès, une île moins vaste que Béniguet, longue de 1 200 mètres à peine et n’ayant pas plus de 200 mètres dans sa plus grande largeur. La cependant vivent 20 habitants, cultivant le sol, récoltant le varech. À marée basse, l'étendue de l’île est décuplée, un vaste plateau de rochers apparaît, un autre îlot situé au nord se soude à Quéménès par une jetée de sable. C’est Lédénès de Quéménès. Ce mot de Lédénès a une signification, il indique évidemment une île reliée à une autre à mer basse, car on rencontre la même désignation à Molène. »

Cependant, à la fin du XIXe siècle, l'exploitation agricole de l'île semble connaitre de beaux jours malgré les conditions difficiles auxquelles elle est soumise, selon ce témoignage :

« On aperçoit de loin la ferme de Quéménès — un des amers de ce dédale. En débarquant sur ce plateau à peine émergé de haute mer, on est surpris de trouver de l'herbe touffue, une ferme plantureuse, de beaux chevaux, des champs de blé, des vaches grasses comme celles qui permirent au pudique Joseph de prédire au Pharaon sept années d'abondance. Il serait curieux d'étudier les mœurs de cette famille de Robinson, isolée du monde par les récifs, les courants de foudre, toutes les difficultés, tous les dangers possibles des communications maritimes. »

— Paul Branda, La Voix des Pierres - Chapelle Tour de Fer - Kermorvan, 1892
En 1899, l'île de Quéménès est mise en vente. Le journal La Presse, en cette occasion, en fait la description suivante :

« L'île de Quéménès, qui comprend plusieurs maisons, dont une belle maison de maître, des terres labourables et des pâturages, est une propriété particulière. Elle contient quarante-sept hectares environ, et est propre à l'agriculture, à l'élevage, et surtout à l'industrie du goémon pour engrais, soude et produits chimiques : elle était louée naguère pour 8 000 francs par an. La mise en vente a été fixée à 150 000 francs. Avis aux amateurs ! »

En 1899 Quéménès et les îles avoisinantes, qui appartenaient jusque-là à la commune de Ploumoguer, furent annexées par la commune du Conquet.

### XXesiècle
Madame Floc'h, qui passa 50 ans sur l'île dont 17 ans veuve, mena l'exploitation agricole et la récolte du goémon à la belle saison, en ayant jusqu'à une trentaine d'ouvriers sous ses ordres.
Le 5 juillet 1923, une partie de l'île est achetée par Mme Levasseur. Le 20 juin 1958, une partie de l'île est cédée par l'abbaye de Saint-Mathieu à François Kerlec'h.

#### Description de Quéménès en 1930
Pierre Bouis, qui visite l'archipel de Molène en août 1930, fait cette description de Quéménès dans le journal Ouest-Éclair :

« La matinée suivante, toujours avec la vedette de Molène [louée par Pierre Bouis], nous gagnerons Quéménès. Là nous pourrons, si nous avons des permis, chasser le lapin. Les fils de Mme Floch, la patronne [propriétaire] de Quéménès, nous prêteront des furets. Les dimensions de Quéménès sont assez grandes pour donner lieu à une exploitation importante. Les goémoniers y sont nombreux, les cultures couvrent plusieurs hectares. Nous y compléterons nos observations sur le genre de vie si particulier de ces pêcheurs-cultivateurs, dont la plupart sont originaires de Plouguerneau, une paroisse de la côte finistérienne, et qui, loin de la fièvre continentale, mènent une existence étonnamment primitive. »

#### Après la Seconde Guerre mondiale
Le 20 juin 1958, une partie de l'île est cédée par l'abbaye de Saint-Mathieu à François Kerlec'h.
Entre-temps, la famille Tassin loua l'île à partir de 1953 puis l'acheta en 1960 à Mme Bellanger, pour l'occuper en permanence jusqu'à 1973.
L'exploitation agricole y fut la plus prospère de tout l'archipel molénais, sur 24 hectares de terre labourable, comptant jusque 10 chevaux, 12 vaches et porcs, des moutons et des volailles. Ce fut aussi un lieu privilégié pour la récolte du goémon, à tel point qu'on y monta une petite (et éphémère) usine d'iode.
Marie-Thérèse Darcque-Tassin, fille d'Henri Tassin, relate ainsi cette période :

« Tant que mon père était locataire de l'île, il exploitait le goémon comme ses prédécesseurs. Il développa les cultures et l'élevage lorsque les ouvriers goémoniers partirent un à un. Il acheta l'île en 1960 avec l'idée de produire pour exporter sur le continent et plus seulement pour nourrir sa famille. D'ailleurs nous n'étions pas nombreux. J'eus une sœur aînée et deux frères plus jeunes. Je n'oublie pas la « bonne », Soize. Nous étions donc, avec mes parents, une petite colonie de sept personnes à laquelle venaient s'ajouter de temps à autre trois quatre copains de mon père venus l'aider. Dans le temps la ferme produisait suffisamment pour une trentaine d'hommes s'échinant toujours dehors. Et encore, ses terres n'étaient pas travaillées comme elles auraient dû l'être. Le pari de mon père était donc parfaitement réalisable... »

— Marie-Thérèse Darcque-Tassin, Un bout de vie sur l'île de Quémènès, 2005
De 1996 à 2003, Marie-Thérèse Darcque-Tassin et son mari José Darcque entretiennent régulièrement l'île, d'abord pour leur famille, puis pour le compte du Conservatoire du littoral après le rachat de l'île en 2003, participant ainsi au lancement d'une nouvelle vie permanente sur l'île, jusqu'au décès tragique de José Darcque. Marie-Thérèse Darcque-Tassin et son fils ont aujourd'hui encore la jouissance d'une petite maison sur l'île.

### XXIesiècle
Soizic et David Cuisnier, sélectionnés après un appel à projets, s'y installent au printemps 2007. Le couple, qui a eu deux enfants, quitte l'île à la fin de l'année 2017. Venus en Bretagne pour leurs études, ils ont fondé une famille, monté une entreprise agricole viable et géré une maison d'hôtes. 
Depuis 2018, l'île est louée à Amélie et Étienne, deux anciens ingénieurs qui se sont lancés dans le projet de vivre sur l'île en totale autonomie. Ils cultivent pommes de terre, échalotes et ail qu'ils commercialisent ensuite sur les marchés pour se rémunérer. Au quotidien, ils entretiennent la ferme, ont des brebis et vivent grâce à une éolienne et un toit équipé de panneaux solaires. Le 8 avril 2020, ils apparaissent dans « Nos terres inconnues » avec Nicole Ferroni et Raphaël de Casabianca, émission de France 2 dans laquelle ils acceptent de présenter leur projet.[réf. nécessaire]

## Valorisation de l'île
Après son acquisition en 2003 par le Conservatoire du littoral, un projet associant exploitation maraîchère (pommes de terre) et d'élevage (moutons et volailles) et accueil du public (chambres d'hôtes et actions d'éducation à l'environnement marin) a vu le jour, dans le cadre du programme INTERREG ISLA ***. Le Conservatoire du littoral a choisi Soizic et David Cuisnier pour y vivre et gérer cette exploitation. Toutefois, l'île n’est pas habitée de façon permanente, le couple faisant quelques semaines de relâche sur le continent en hiver.
Après la rénovation de quelques-uns des 11 bâtiments que compte l'île et son équipement en matériel fournissant de l'énergie renouvelable (panneaux solaires, éolienne) et permettant l’utilisation de l’eau (puisée ou récupérée par la pluie) et la phyto-épuration, mais aussi par le prolongement de la cale existante, l'activité a démarré à l'été 2008.
L'île a alors reçu la visite le 18 juillet 2008 de la secrétaire d'État à l'Écologie Nathalie Kosciusko-Morizet et de la ministre de la Justice Rachida Dati lors d'un déplacement dans le Finistère pour parler des écosystèmes marins et de la répression des pollutions marines
La ferme insulaire compte deux tracteurs, un véhicule électrique et une petite vedette en aluminium pour rejoindre Molène ou le Conquet. La production de pommes de terre (environ 10 tonnes en 2010), est diffusée dans les commerces du continent, ou expédiée par la Poste de Molène, en vente par correspondance. Une serre a été érigée dans une étable sous un toit transparent où poussent des tomates, des laitues et du persil pour la table d'hôtes. La ferme est viable sur le plan économique.
L'électricité est fournie par une éolienne et 80 panneaux solaires, ces derniers prenant le relais dès l'arrivée des beaux jours.

## Couverture médiatique

### «Affaire des squelettes»
Le 10 mars 2008, le passage d'une tempête a révélé la présence de quatre squelettes (trois hommes et une femme) non identifiés sous la plage, au passage de la Chimère, qui ont donné lieu à de nombreux articles dans la presse régionale et, à moindre mesure nationale, au gré de plusieurs rebondissements.
Selon une première analyse de l'Institut de recherche criminelle de la gendarmerie nationale, ils auraient été enterrés là entre 1966 et 1976. Cependant, une datation au carbone 14 réalisée par le centre de datation par radiocarbone de l'Université de Lyon I, plus fiable, fait remonter la mort de ces individus avant 1640. L'hypothèse d'un lien avec un centre de redressement fermé au début des années 1960 sur l'île voisine de Trielen, qui a défrayé la chronique (tout en étant incohérente avec la première datation des squelettes), est définitivement écartée. Aujourd'hui, les squelettes demeurent dans un laboratoire de Lyon.
Le 8 octobre 2008, l'Institut de recherche criminelle de la gendarmerie nationale (IRCGN) de Rosny-sous-Bois rend ses conclusions au sujet d'une petite sphère de plomb trouvée près des squelettes au mois de juillet précédent. Il s'agirait d'un projectile utilisé dans des « armes à feu à chargement par la bouche », selon les dires du procureur de la République de Brest, Xavier Tarabeux, qui conclut : « Maintenant, c’est à l’Histoire de prendre le relais ».
L'IRCGN précise que les munitions de ce type étaient utilisées entre 1617 et 1848, ce qui corrobore les analyses du centre de datation de Villeurbanne.

### Ferme insulaire: «Les Robinsons de la mer d’Iroise»
L’histoire de l’installation et des premières années d’exploitation de la ferme insulaire a également donné lieu à de nombreux articles dans la presse régionale, mais aussi à plusieurs reportages, sous le titre  « Les Robinsons de la mer d’Iroise ».
Le magazine télévisé Thalassa, sur France 3, a diffusé le 30 mai 2008 un reportage portant sur l'année de préparation de l'exploitation et des chambres d'hôtes, puis le 28 novembre 2008 une enquête sur les squelettes découverts en mars.
Le 29 avril 2011, Thalassa a diffusé un second reportage sur la vie des trois habitants à l'année de Quéménès : le couple (chargé de l'exploitation agricole de l'île et des chambres d'hôtes) et leur petite fille.
Une partie de ces reportages a été rediffusée, toujours sur  Thalassa, le 18 janvier 2013, dans la séquence thématique « Grand Format », sous le même titre  « Les Robinsons de la mer d’Iroise ».
Août 2017 : Soizic et David Cuisnier, 35 et 41 ans, ont été les incroyables locataires de ce caillou de la mer d’Iroise, au large du Finistère. Ils y ont habité durant dix ans. Ils en ont fait un petit paradis, avec une ferme et des chambres d’hôtes. Pour leur succéder, le Conservatoire du littoral a reçu une quarantaine de candidatures. Parents de deux enfants, une fille, Chloé née en 2009 et un garçon, Jules né en 2012. Ils regagnent le continent en décembre 2016, les accords pour leur prolongation qu'ils auraient souhaitée n'ayant pas abouti. Néanmoins ils ne quittent pas la Bretagne, ils sont devenus propriétaires d'une exploitation d'algues, à Ploumoguer, non loin de l'île.
Depuis 2018, les nouveaux "Robinsons Crusoé" ont repris le flambeau. Les lauréats ont été choisis par un jury sur une quarantaine de candidatures. C’est un couple qui habite déjà en Bretagne, à Saint Brieuc : Amélie Goossens et son compagnon, Étienne Menguy . Elle est originaire du Nord, lui de Saint Brieuc.
Ils ont 30 ans et vivent en couple. Ils ont suivi une formation d’ingénieurs durant laquelle ils se sont rencontrés. Ils sont tous deux en activité. Ils veulent retrouver une vie « rythmée par les saisons et la nature ».
Les nouveaux locataires vont consolider les activités développées par les Cuisnier, les précédents locataires, comme l’activité de chambres et tables d’hôtes (du printemps à l’automne), la production de pommes de terre, et l’élevage de moutons de race « landes de Bretagne ».

### Élément de capsule Dragon
En avril 2018, la coiffe aérodynamique sphèro-conique de l'écoutille au format Common Berthing Mechanism d'une capsule Dragon de SpaceX a été retrouvée sur l'estran de Quéménès.